# Chrarda

Territorios de la tribu Shrarda(Dentro da antiga região administrativa de Gharb–Chrarda–Beni Hssen).

Os Chrarda (em árabe, شراردة; em francês Chérarda) são uma tribo marroquina que vive na província de Sidi Kacem (cidades de Sidi Kacem, Bab Tiuka ou Tekna) na região do Al-Garb, bem como no sudeste de Fez. São de origem árabe, pertencendo à tribo árabe hilalita (ou Banu Hilal).
Dos Shrarda provém o nome para a região Garb-Chrarda-Beni Hssen, onde Garb faz referência à região do Al-Garb, e Beni Hssen faz referência a outra tribo marroquina com este nome.

## História
A tribo Chrarda foi influenciada por subtribos árabes do Sara, Tafilete e vale do Drá. Originalmente, estabeleceram-se na região do Haouz, ao sul de Marraquexe, colidindo com a tribo Gamna ao norte, mas em 1828 o sultão Mulei Abderramão obrigou-os a mudar-se para a sua localização atual, já temia o crescimento da influência política dos Chrarda. Na sua nova localização, os Chrarda serviram como guish para a proteção de Fez. Guish é a tribo combativa, formada por soldados, que se instala nos arredores das grandes cidades de Marrocos para as defender de possíveis ataques. Esta mudança compulsiva, proporcionou aos Chardra certas compensações outorgadas pelo sultão.